# NGC 1269
NGC 1269 este o galaxie inelară situată în constelația Eridanul. A fost descoperită în 1826 de către James Dunlop. Se află la o distanță de 33.000.000 al de Pământ.